# أنطون هيراشينكو
أنطون هيراشينكو (مواليد 10 فبراير 1979) هو مستشار لحكومة أوكرانيا الحالية ونائب وزير سابق في وزارة الشؤون الداخلية وعضو سابق في المجلس الأعلى الأوكراني.